# Will Weinbach
William Weinbach (Greenwich, Estados Unidos, 8 de marzo de 2001), más conocido como Will Weinbach, es un tenista  profesional estadounidense y actual novio del actor Max Ehrich
Es conocido por ser el creador de creado los canales de Youtube deportivos Cross Court TV y On The Green TV. Actualmente es estudiante en Oaks Christian High School Westlake Village, California. Weinbach también es conocido por participar como comentarista de ESPN en el Abierto de Estados Unidos de 2017
, y entrevistar a los atletas Boris Becker, Bethanie Mattek Sands y otros muchos.
El adolescente se estableció como un competidor de la Asociación de Tenis de los Estados Unidos, dentro del Top 200 de  SoCal, a su vez clasificado a nivel nacional y patrocinado. Will Weinbach estuvo nominado en los premios Jóvenes Empresarios de Baylor.